# Maio (concelho de Cabo Verde)
| Maio Concelho do Maio                 |                        |
| \| \| \| \| (Bandeira) \| (Brasão) \| |                        |
| Localização do Maio                   |                        |
| Gentílico                             | maiense                |
| Ilha                                  | Maio                   |
| Sede                                  | Vila do Maio           |
| Freguesias                            | Nossa Senhora da Luz   |
| Área                                  | 265 km²                |
| População                             | 6952                   |
| Dia do Município                      | 8 de setembro          |
| Cód. CGN-CV                           | 61                     |
| Cód. ISO                              | CV-MA                  |
| Website                               | www.municipiodomaio.cv |
| Bandeira do Maio                      | Brasão do Maio         |
| (Bandeira)                            | (Brasão)               |

Maio é um concelho/município de Cabo Verde. É o único concelho da ilha do mesmo nome. A sede do concelho é a Vila do Maio (Porto Inglês).
O Dia do Município é 8 de setembro, data que coincide com a celebração de Nossa Senhora da Luz.
Desde 2008, o município do Maio é governado pelo Movimento para a Democracia.

## Freguesias
O concelho do Maio tem apenas uma freguesia: Nossa Senhora da Luz.

## Demografia
| População de Maio (concelho de Cabo Verde) (1940–2010) | População de Maio (concelho de Cabo Verde) (1940–2010) | População de Maio (concelho de Cabo Verde) (1940–2010) | População de Maio (concelho de Cabo Verde) (1940–2010) | População de Maio (concelho de Cabo Verde) (1940–2010) | População de Maio (concelho de Cabo Verde) (1940–2010) | População de Maio (concelho de Cabo Verde) (1940–2010) | População de Maio (concelho de Cabo Verde) (1940–2010) |
| ------------------------------------------------------ | ------------------------------------------------------ | ------------------------------------------------------ | ------------------------------------------------------ | ------------------------------------------------------ | ------------------------------------------------------ | ------------------------------------------------------ | ------------------------------------------------------ |
| 1940                                                   | 1950                                                   | 1960                                                   | 1970                                                   | 1980                                                   | 1990                                                   | 2000                                                   | 2010                                                   |
| 2237                                                   | 1924                                                   | 2680                                                   | 3466                                                   | 4098                                                   | 4969                                                   | 6754                                                   | 6952                                                   |